# Richard N. Haass
Richard Nathan Haass (nacido el 28 de julio de 1951) es un diplomático estadounidense. Ha sido presidente del Council on Foreign Relations desde julio de 2003, antes de lo cual fue director de Planificación de Políticas para el Departamento de Estado de los Estados Unidos y asesor cercano del Secretario de Estado Colin Powell.
El  senado aprobó a Haass como candidato para el puesto de embajador y ha sido Coordinador de Estados Unidos para el futuro de Afganistán. Sucedió a George J. Mitchell como el Enviado Especial de los Estados Unidos para Irlanda del Norte para ayudar al proceso de paz en Irlanda del Norte, por lo que recibió el Premio al Servicio Distinguido]].
A finales de 2003, Mitchell Reiss le sucedió como enviado especial. A finales de 2013, Haass regresó a Irlanda del Norte para presidir las conversaciones entre partidos destinadas a abordar algunos de los problemas no resueltos del proceso de paz de Irlanda del Norte como  desfiles, Emisión de banderas y Los problemas "el pasado".

## Educación y primeros años
Haass nació en Brooklyn, hijo de Marcella (de soltera Rosenthal) e Irving B. Haass. Haass se graduó de Roslyn High School en 1969. Su padre era analista de valores y socio del administrador de inversiones "David J. Greene & Co." Completó una licenciatura en Oberlin College en 1973, y fue becario Rhodes en  la Universidad de Oxford, donde completó una maestría y un doctorado en 1978.

## Carrera
Haass sirvió en el Departamento de Defensa de 1979 a 1980, y en el Departamento de Estado de 1981 a 1985. De 1989 a 1993, estuvo Asistente especial del Presidente de los Estados Unidos George HW Bush y Consejo de Seguridad Nacional Director Senior para Asuntos del Cercano Oriente y Asia Meridional. En 1991, Haass recibió la Medalla Presidencial de Ciudadanos por ayudar a desarrollar y explicar la política estadounidense durante la Operación Escudo del Desierto y Operación Tormenta del Desierto.
Richard Haass trabajó para el secretario de Estado Colin Powell en la administración Bush y fue director de Planificación de Políticas del Departamento de Estado de los Estados Unidos de 2001 a 2003 durante el período previo a la guerra de Irak. Haass ha dicho que estaba en un 60 por ciento en contra de la guerra de Irak.
Otros cargos de Haass incluyen vicepresidente y director de estudios de política exterior en la Brookings Institution, profesor visitante de estudios internacionales Sol M. Linowitz en  Hamilton College, asociado senior en el Carnegie Endowment for International Peace, profesor de políticas públicas en la  Universidad de Harvard Escuela de gobierno Kennedy, e investigador asociado en el International Institute for Strategic Studies.
Durante la elección presidencial de los Estados Unidos de 2008, Haass asesoró a varios miembros del Partido Republicano y del Partido Demócrata sobre temas relacionados con la política exterior, pero no apoyó públicamente a un candidato debido a la postura no partidista del Consejo de Relaciones Exteriores.
En septiembre de 2013, Haass regresó a Irlanda del Norte, con la profesora Meghan O'Sullivan, para presidir todas las conversaciones del partido sobre banderas, desfiles y el legado de los Problemas, después la violencia estalló por la remoción de la bandera de unión (Union Jack) en el Ayuntamiento de Belfast. Las conversaciones se interrumpieron el 31 de diciembre de 2013.
Haass es miembro de la Inter-American Dialogue.

## Puntos de vista de la política exterior
En una entrevista de mayo de 2015 con "HARDtalk" de BBC, hablando como presidente del Council on Foreign Relations, Haass predijo una nueva era en la historia mundial, en parte debido al silenciamiento del dominio de EE. UU. por el poder más difuso ejercido por los estados y entidades no estatales como resultado de la proliferación  de armas nucleares y ciberterrorismo, y varias fallas políticas, que pueden provocar una "era de desorden" en ausencia de una superpotencia clara.
El 4 de octubre de 2017, Haass pidió la dimisión del secretario de Estado de Estados Unidos Rex Tillerson.

## Vida personal
Haass vive en Ciudad de Nueva York con su esposa, Susan Mercandetti, y dos hijos.

## Filmografía
Haass ha aparecido como él mismo en docenas de programas de televisión y documentales desde 1996. Se ha desempeñado como consultor en NBC News y fue anfitrión del foro de asuntos internacionales en línea del New York Times.
Tras la publicación de A World in Disarray en 2017, el libro fue adaptado en un largometraje documental por  VICE para su lanzamiento el mismo año el 21 de julio. A través de entrevistas con Haass y otros académicos políticos asociados con el Consejo, la película explora los temas y conceptos expuestos en el libro: el desorden en el panorama internacional actual, cómo surgió y cómo se desarrolla en Siria, Ucrania, el Mar de China Meridional, y Corea del Norte. Además de proporcionar comentarios a lo largo de la película, Haass se desempeñó como productor consultor.